# Viktor Ljung
Per Viktor Ljung (Halmstad, 19 aprile 1991) è un ex calciatore svedese, di ruolo difensore.

## Caratteristiche tecniche
Viene descritto come un terzino veloce, abile in situazioni di uno contro uno.

## Carriera
All'età di 12 anni è passato dal settore giovanile dell'IS Örnia a quello dell'Halmstads BK, due club della stessa città.
Il debutto in Allsvenskan è arrivato il 7 novembre 2010, nei minuti di recupero dell'ultima giornata (Djurgården-Halmstad 0-2).
Nel dicembre 2013 ha firmato un prolungamento contrattuale.
Al termine della stagione 2015 l'Halmstad è sceso in Superettan, mentre Ljung è passato a parametro zero all'Helsingborg. Tuttavia, all'esordio in campionato con i rossoblu, Ljung si è rotto il legamento crociato anteriore del ginocchio sinistro con tempi di recupero stimati fra i 6 e i 9 mesi. Al termine di quella stessa annata, l'Helsingborg è retrocesso in Superettan. L'ultimo anno di contratto con l'Helsingborg, lo ha così trascorso in seconda serie.
Il 10 febbraio 2018, i norvegesi del Levanger hanno reso noto l'ingaggio di Ljung, che si è legato al nuovo club con un accordo biennale.
Dopo un anno in Norvegia, Ljung è stato acquistato dall'IFK Värnamo, squadra che era appena retrocessa in Division 1. La sua permanenza qui è stata però piuttosto breve, poiché dopo un solo anno Ljung ha lasciato i biancoblu ed è tornato a far parte dell'Halmstad nel campionato di Superettan con un contratto di due anni, con cui però non è mai sceso in campo né nel 2020 né nel 2021 per via degli infortuni.
Nel gennaio 2022 diventa assistente allenatore presso la squadra Under-17 dell'Halmstad, oltre a ricoprire, a partire da pochi mesi dopo, anche i ruoli di fisioterapista e preparatore individuale per il settore giovanile dello stesso club.

## Statistiche

### Presenze e reti nei club
Statistiche aggiornate al 12 febbraio 2018.
| Stagione           | Club               | Campionato         | Campionato | Campionato | Coppe nazionali | Coppe nazionali | Coppe nazionali | Coppe continentali | Coppe continentali | Coppe continentali | Supercoppe | Supercoppe | Supercoppe | Totale | Totale |
| Stagione           | Club               | Comp               | Pres       | Reti       | Comp            | Pres            | Reti            | Comp               | Pres               | Reti               | Comp       | Pres       | Reti       | Pres   | Reti   |
| ------------------ | ------------------ | ------------------ | ---------- | ---------- | --------------- | --------------- | --------------- | ------------------ | ------------------ | ------------------ | ---------- | ---------- | ---------- | ------ | ------ |
| 2010               | Halmstad           | A                  | 1          | 0          | CS              | 0               | 0               | -                  | -                  | -                  | -          | -          | -          | 1      | 0      |
| 2011               | Halmstad           | A                  | 12         | 0          | CS              | 0               | 0               | -                  | -                  | -                  | -          | -          | -          | 12     | 0      |
| 2012               | Halmstad           | S                  | 15+1       | 0          | CS              | 1               | 0               | -                  | -                  | -                  | -          | -          | -          | 17     | 0      |
| 2013               | Halmstad           | A                  | 9+1        | 0          | CS              | 2               | 0               | -                  | -                  | -                  | -          | -          | -          | 12     | 0      |
| 2014               | Halmstad           | A                  | 24         | 1          | CS              | 4               | 1               | -                  | -                  | -                  | -          | -          | -          | 28     | 2      |
| 2015               | Halmstad           | A                  | 14         | 0          | CS              | 0               | 0               | -                  | -                  | -                  | -          | -          | -          | 14     | 0      |
| Totale Halmstad    | Totale Halmstad    | Totale Halmstad    | 75+2       | 1+0        |                 | 7               | 1               |                    | -                  | -                  |            | -          | -          | 84     | 2      |
| 2016               | Helsingborg        | A                  | 1          | 0          | CS              | 3               | 0               | -                  | -                  | -                  | -          | -          | -          | 4      | 0      |
| 2017               | Helsingborg        | S                  | 10         | 0          | CS              | 0               | 0               | -                  | -                  | -                  | -          | -          | -          | 10     | 0      |
| Totale Helsingborg | Totale Helsingborg | Totale Helsingborg | 11         | 0          |                 | 3               | 0               |                    | -                  | -                  |            | -          | -          | 14     | 0      |
| 2018               | Levanger           | 1D                 | 0          | 0          | CN              | 0               | 0               | -                  | -                  | -                  | -          | -          | -          | 0      | 0      |
| Totale             | Totale             | Totale             | 86+2       | 1+0        |                 | 10              | 1               |                    | -                  | -                  |            | -          | -          | 98     | 2      |